# Dzjapanasjön
Dzjapanasjön (georgiska: ჯაპანის ტბა, Dzjapanis tba) är en sjö i Georgien. Den ligger i den västra delen av landet, i regionen Gurien. Dzjapanasjön ligger 16 meter över havet.